# Koszmatac
Koszmatac (macedónul: Косматац) település Észak-Macedóniában, a Északkeleti körzetben, Kumanovo községben.

## Népesség
| Lakosok száma | 452  | 541  | 542  | 460  | 241  | 104  | 81   | 41   | 15   |
|               | 1948 | 1953 | 1961 | 1971 | 1981 | 1991 | 1994 | 2002 | 2021 |

- 2002-ben 41 lakosa volt, akik mindannyian macedónok.